# O-Cresol
o-Cresol, orto-cresol, 2-cresol ou 2-metilfenol é um composto orgânico, é um dos isômeros cresol de fórmula C7H8O e massa molar 108,14 g/mol. É um derivado do fenol, um isômero do p-cresol e do m-cresol. É um sólido incolor que é largamente usado como intermediário na produção de outras substências químicas.

## Ocorrência natural
o-Cresol é um dos compostos químicos encontrado no castóreo. Este composto é recolhido a partir das plantas comidas pelos castores.